# Span tuyến tính
Trong toán học, span tuyến tính (hay bao tuyến tính hay gọi tắt là span) của một tập hợp vectơ S (từ một không gian vectơ), ký hiệu span(S), là không gian con tuyến tính nhỏ nhất chứa tập hợp vectơ đó. Span có thể được mô tả là giao của tất cả các không gian con có chứa S, hay là tập hợp tất cả các tổ hợp tuyến tính của các phần tử của S. Span tuyến tính của một tập hợp vectơ vì thế cũng là một không gian vectơ. Khái niệm span có thể được tổng quát hóa cho matroid và mô đun.
Để diễn đạt rằng không gian vectơ V là span của tập hợp vectơ S, ta còn có thể nói: S span V; S sinh ra V; V được span bởi S; V được sinh bởi S; S là một hệ sinh của V; hay S là hệ span của V.

## Định nghĩa
Cho không gian vectơ V trên trường K, span của một tập hợp vectơ S (không nhất thiết là vô hạn) được định nghĩa là tập giao W của tất cả các không gian con của V chứa S. W được gọi là không gian con được span bởi hay sinh bởi S, hay bởi các vectơ trong hệ S. Một cách khác, S gọi là một hệ span hay hệ sinh của W, ta nói S span hay sinh ra W.
Span của S có thể được định nghĩa một cách tương đương là tập hợp chứa tất cả các tổ hợp tuyến tính của các phần tử (vectơ) trong S, suy ra từ định nghĩa trên.
{\displaystyle \operatorname {span} (S)=\left\{{\left.\sum _{i=1}^{k}\lambda _{i}v_{i}\right|k\in \mathbb {N} ,v_{i}\in S,\lambda _{i}\in K}\right\}.}
Trong trường hợp nếu S là một tập hợp con hữu hạn trong V thì span của S là tập hợp tất cả các tổ hợp tuyến tính của các phần tử trong S. Trong trường hợp tập hợp S là vô hạn, các tổ hợp tuyến tính vô hạn (tức là các tổ hợp có thể liên quan đến một tổng vô hạn, và giả thiết rằng các tổng trên được xác định theo một cách nào đó, chẳng hạn như trong không gian Banach) thì định nghĩa trên không áp dụng được; còn tổng quát hóa có thể áp dụng được với chúng thì lại không tương đương.

## Ví dụ

Mặt phẳng lưới trong hình vẽ là span tuyến tính của u và v trong R^{3}.

Một hệ span khác của không gian R3 ở trên là {(1, 2, 3), (0, 1, 2), (−1, 1⁄2, 3), (1, 1, 1)}, nhưng hệ này không là cơ sở vì nó phụ thuộc tuyến tính.
Tập hợp {(1, 0, 0), (0, 1, 0), (1, 1, 0)} không là hệ sinh của R3, bởi span của nó là không gian của các vectơ trong R3 mà thành phần cuối của chúng bằng 0. Không gian đó cũng được sinh bởi hệ chỉ gồm hai vectơ {(1, 0, 0), (0, 1, 0)}, bởi (1, 1, 0) là tổ hợp tuyến tính của (1, 0, 0) và (0, 1, 0). Tuy vậy, hệ này span R2.(khi được coi là một không gian con R3).
Tập hợp rỗng là hệ span của không gian {(0, 0, 0)}, vì tập hợp rỗng là tập con của mọi không gian vectơ con trong R3, và {(0, 0, 0)} là giao của tất cả các không gian vectơ đó.
Tập hợp các hàm số lũy thừa dạng xn trong đó n là một số nguyên dương span không gian các đa thức.

## Các định lý
Định lý 1: Không gian con được span bởi một tập hợp con khác rỗng S của một không gian vectơ V là tập hợp gồm mọi tổ hợp tuyến tính của các vectơ trong S.
Định lý này được coi là một định nghĩa của span của một tập hợp.
Định lý 2: Số vectơ trong một hệ span S của một không gian vectơ V tối thiểu bằng số vectơ trong bất kỳ một hệ độc lập tuyến tính trong V.
Định lý 3: Cho V là một không gian vectơ hữu hạn chiều. Một hệ vectơ bất kỳ sinh ra V có thể được rút gọn về một cơ sở của V, bằng cách loại bỏ đi một số vectơ trong hệ nếu cần thiết (khi đó sẽ tồn tại một số vectơ phụ thuộc tuyến tính trong hệ). Nếu thừa nhận tiên đề chọn, điều này luôn đúng mà không cần giả thiết rằng V là hữu hạn chiều.
Điều này cũng chỉ ra rằng cơ sở của V cũng là hệ sinh nhỏ nhất khi V là hữu hạn chiều.

## Tổng quát hóa
Tổng quát định nghĩa span của các điểm trong không gian, một tập con X của tập nền của một matroid được gọi là một hệ span nếu hạng của X bằng hạng của toàn bộ tập nền.
Khái niệm không gian vectơ có thể được tổng quát hóa thành mô đun. Cho một mô đun A trên một vành R và một tập các phần tử a1, …, an của A, mô đun con của A span bởi a1, …, an là tổng của các mô đun cyclic có dạng
{\displaystyle Ra_{1}+\cdots +Ra_{n}=\left\{\sum _{k=1}^{n}r_{k}a_{k}{\Big |}r_{k}\in R\right\}}
chứa tất cả các tổ hợp tuyến tính với R của các phần tử ai. Tương tự trường hợp riêng không gian vectơ, mô đun con của A span bởi một tập con bất kỳ của A là giao của tất cả các mô đun con chứa tập con đó.